# Comté de Travis
Le comté de Travis, en anglais : Travis County, est un comté situé au centre de l'État du Texas aux États-Unis. Fondé le 25 janvier 1840, son siège de comté est la ville d'Austin, également capitale de l'État. Selon le recensement des États-Unis de 2020, sa population est de 1 290 188 habitants. Le comté a une superficie de 2 659,5 km2, dont 2 564,6 km2 en surfaces terrestres. Il est nommé en l'honneur de William Travis, lieutenant-colonel de l'armée texane, mort durant le siège de Fort Alamo.

## Organisation du comté
Le comté de Travis est créé le 25 janvier 1840, par la république du Texas, à partir des terres du comté de Bastrop. Il est définitivement organisé et autonome, en février 1840. Le 29 décembre 1845, le comté est intégré à l’État du Texas, nouvellement créé.
Il est baptisé en l'honneur de William Travis, héros de la révolution texane, mort le 6 mars 1836, lors du siège de Fort Alamo,,.

## Géographie
Le comté de Travis est situé au centre de l'État du Texas, aux États-Unis,. Il se trouve à l'extrémité est de l'escarpement de Balcones, à la limite entre le plateau d'Edwards, à l'ouest, et la plaine côtière du Texas (en), à l'est. 
Il a une superficie totale de 2 649,5 km2, composée de 2 564,6 km2 de terres et de 84,9 km2 de zones aquatiques.

## Comtés adjacents
| Comté de Burnet | Comté de Williamson |                  |
| Comté de Blanco | comté de Travis     | Comté de Bastrop |
| Comté de Hays   | Comté de Caldwell   |                  |

## Démographie

Pyramide des âges du comté de Travis (2000).

Lors du recensement de 2010, le comté comptait une population de 1 024 266 habitants. En 2017, la population est estimée à 1 226 698 habitants,.

## Galerie

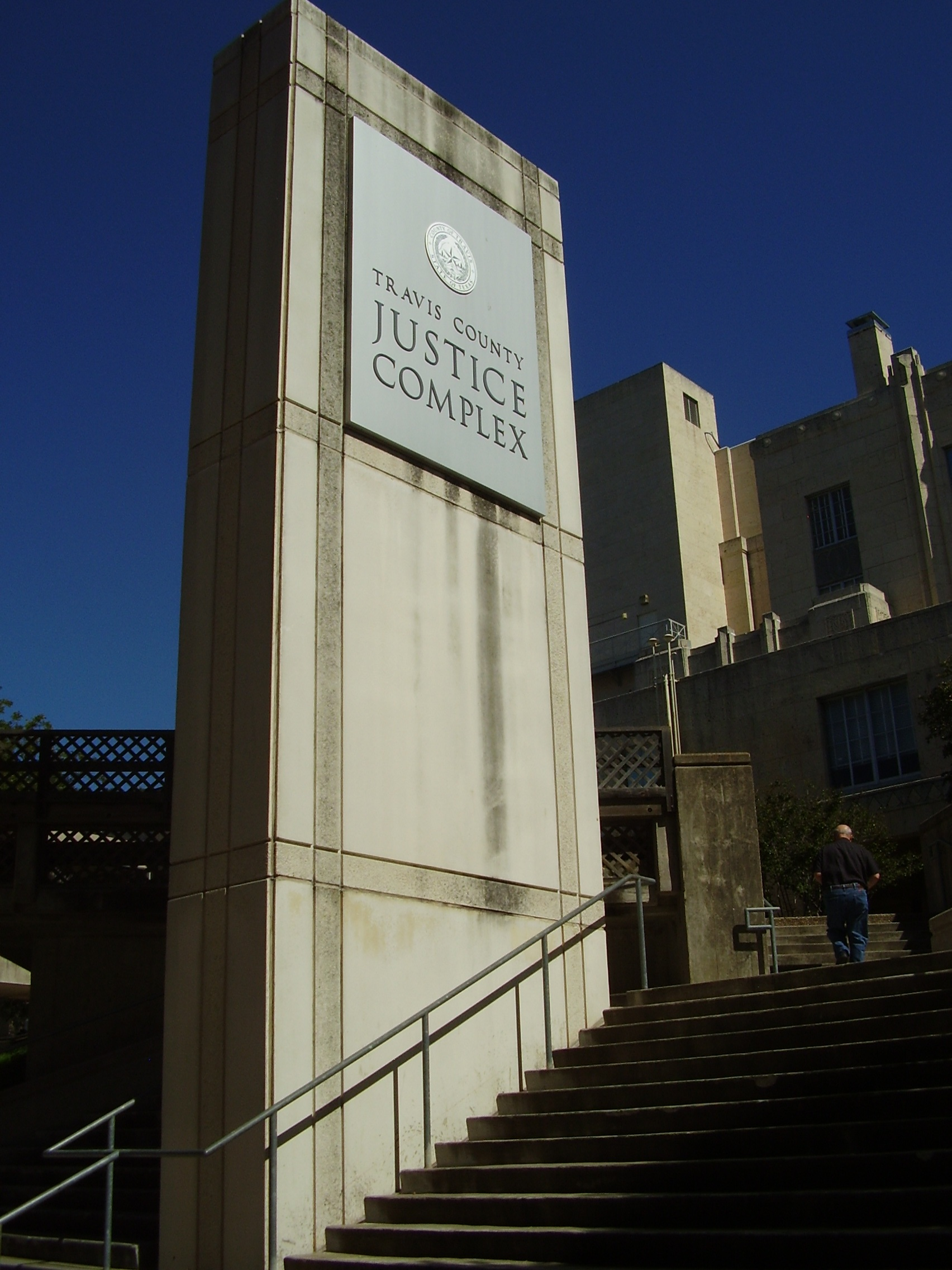
L'escalier d'accès au palais de justice de Travis.
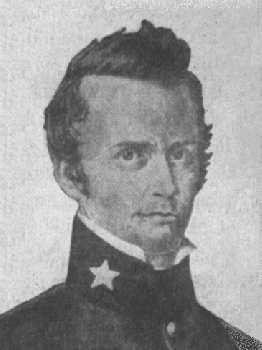
William Travis, commandant des forces de la République du Texas, mort au siège de Fort Alamo.